# 飛進未來
《飛越未來》（英語：Big）是1988年上映的一部美國魔幻喜劇片，由潘妮·馬歇爾執導，湯姆·漢克斯、伊莉莎白·帕金斯、約翰·赫德等人主演。

## 劇情簡介
一個小男孩喬許在許願機前許下願望，隔天竟變成了卅歲的男子，他的童心未泯無意間被玩具公司相中，被僱用為玩具市場研究及發展的職務。由於天真的個性以及對玩具的了解，沒多久就晉升為副總裁，而他也漸漸習慣了大人的生活，連自己是個小孩以及家人都忘得一乾二淨。直到好友比利告訴他找到那台許願機，他才想起那些珍貴的回憶，再次對許願機許下願望……

## 演員
- 湯姆·漢克斯 飾 賈許（Joshua "Josh" Baskin）
  - 大衛·莫斯科 飾 賈許（年輕版）
- 伊莉莎白·帕金斯 飾 蘇珊
- 羅伯特·勞吉亞 飾 麥米倫先生
- 約翰·赫德 飾 保羅

## 獎項
獲獎
- 第46屆金球獎最佳音樂及喜劇類電影男主角

提名
- 第46屆金球獎最佳音樂及喜劇電影
- 第61屆奧斯卡最佳男主角獎
- 第61屆奧斯卡最佳原創劇本獎

## 外部連結
- 互联网电影数据库（IMDb）上《飛進未來》的资料（英文）
- AllMovie上《飛進未來》的资料（英文）
- 爛番茄上《飛進未來》的資料（英文）
- 豆瓣电影上《飛進未來》的資料 （简体中文）
- Box Office Mojo上《飛進未來》的資料（英文）
- Metacritic上《飛進未來》的資料（英文）